# Großsteingrab Jægersborg Dyrehave 3
Das Großsteingrab Jægersborg Dyrehave 3 ist eine megalithische Grabanlage der jungsteinzeitlichen Nordgruppe der Trichterbecherkultur im Kirchspiel Taarbæk in der dänischen Kommune Lyngby-Taarbæk.

## Lage
Das Grab liegt nordöstlich von Jægersborg am Südrand des Parks Jægersborg Dyrehave. In der näheren Umgebung gibt bzw. gab es zahlreiche weitere megalithische Grabanlagen.

## Forschungsgeschichte
In den Jahren 1928 und 1938 führten Mitarbeiter des Dänischen Nationalmuseums Dokumentationen der Fundstelle durch. Eine weitere Dokumentation erfolgte 1983 durch Mitarbeiter der Forst- und Naturbehörde. Nach Klaus Ebbesen fand 1935 eine Grabung statt, die aber in der Datenbank Fund og Fortidsminder nicht erwähnt wird.

## Beschreibung

### Architektur
Die Anlage besitzt eine runde Hügelschüttung mit einem Durchmesser von 13 m und einer Höhe von 1,5 m. Von der Umfassung sind mindestens drei Steine erhalten, der Bericht von 1983 nennt sogar vier.
In der Mitte des Hügels befindet sich eine Grabkammer, die als Urdolmen anzusprechen ist. Sie ist nordnordwest-südsüdöstlich orientiert und hat einen rechteckigen Grundriss. Sie hat eine Höhe von 1,1 m. Die Kammer besteht aus je einem Wandstein im Nordnordwesten, Westsüdwesten und Ostnordosten. An der Südsüdostseite befinden sich zwei 0,6 m hohe Eingangssteine. Auf den Wandsteinen ruht ein (modern aufgesetzter?) Deckstein, der erstmals im Bericht von 1983 erwähnt wird, in den älteren Berichten aber unerwähnt bleibt. Der Kammerboden ist mit einer Schicht aus gebranntem Feuerstein bedeckt.

### Funde
Bei der Grabung von 1935 wurden Schädel- und Röhrenknochen sowie ein Feuerstein-Abschlag gefunden.